# Reformace a protireformace (1550–1648)

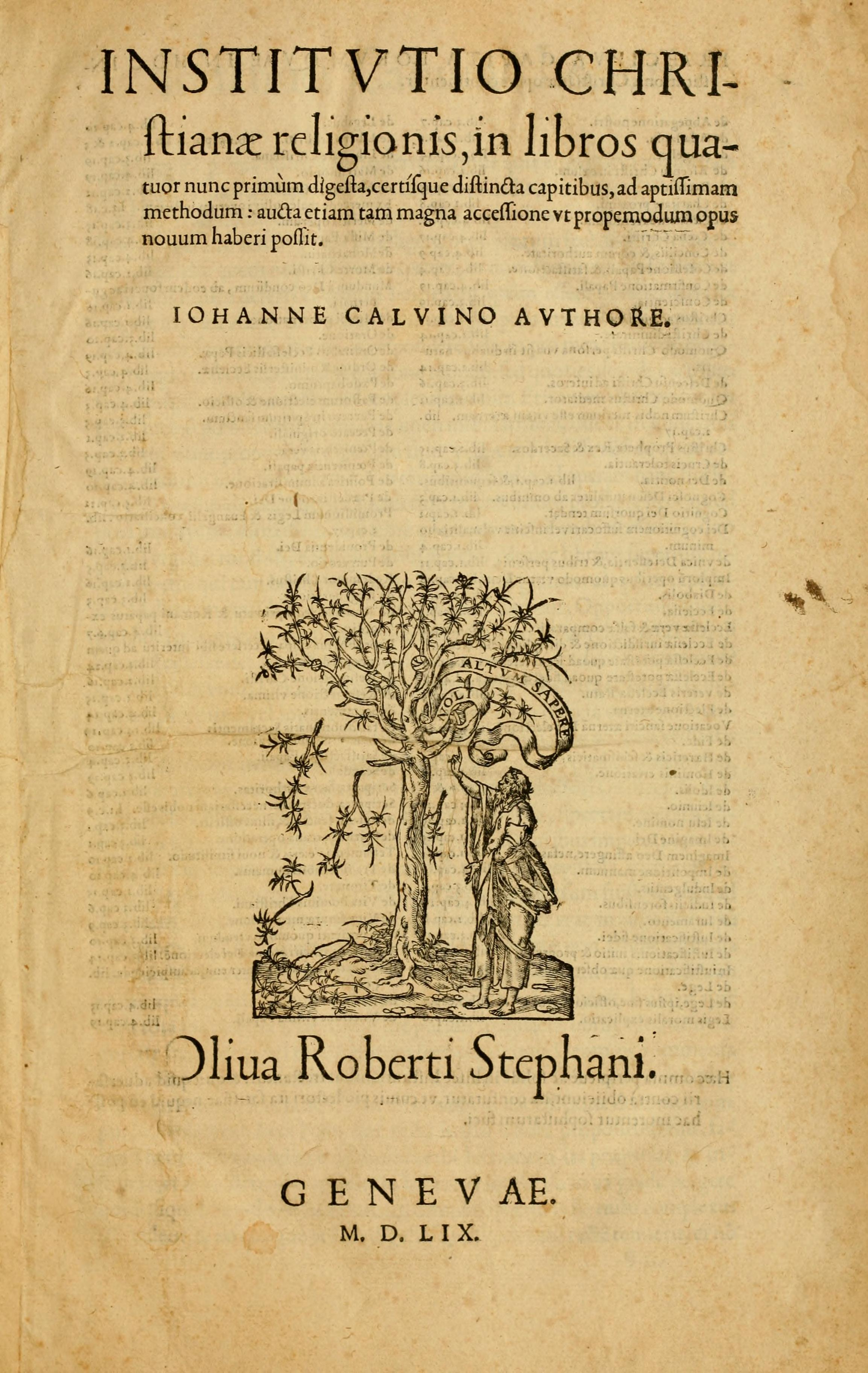
Titulní list: Institucio Christianea religionis: Johanne Calvino, Geneva MDLIX (1559)

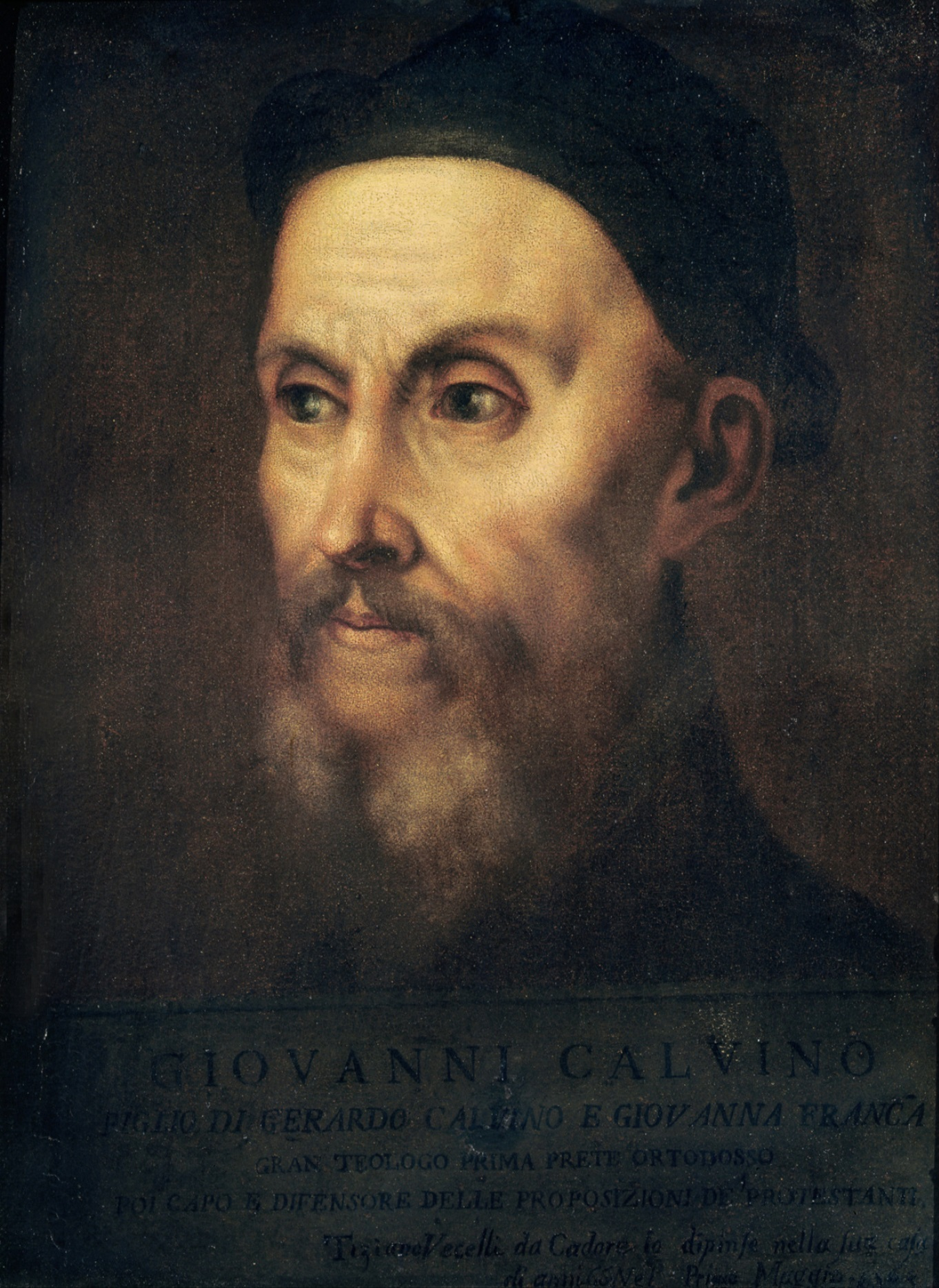
Johan Calvin Portrét od Tiziano Vecellio

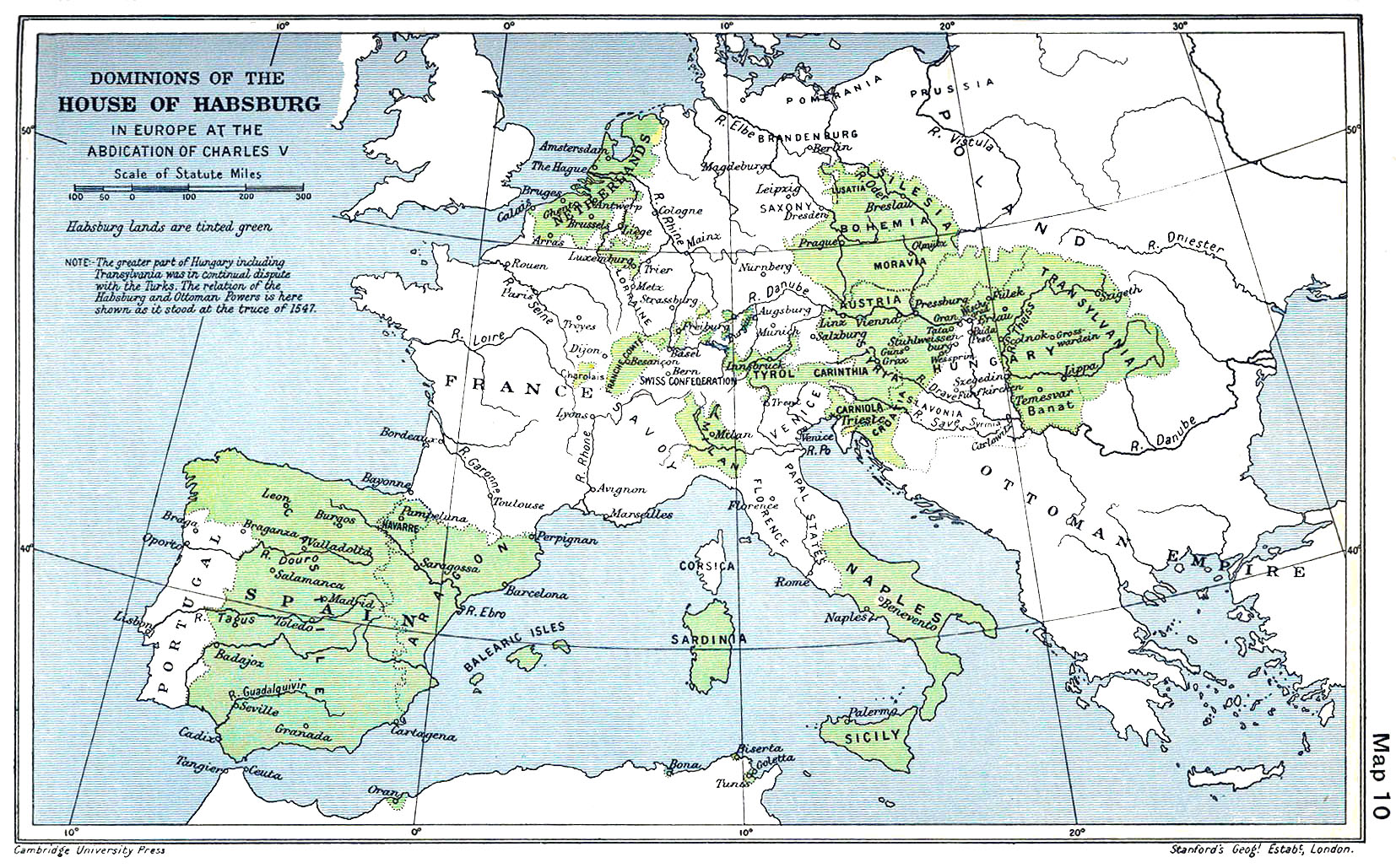
Historická mapa habsburské říše v Evropě roku 1547

Reformace a protireformace (1550–1648) se vztahuje k období formování nových mocenských, hospodářských a náboženských uskupení v období druhé poloviny 16. století a prakticky celého 17. století v dědičných zemích rodu Habsburků a dalších evropských monarchiích. Zároveň se hledaly nové formy společenského uspořádání, které by nahradily přežívající feudální systémy. Bylo to úsilí o prosazení stavovských monarchií (relativně liberální Spojené provincie nizozemské, Anglie), absolutních monarchií (Španělsko a dědičné habsburské země a francouzské království Ludvíka XIV), monarchie despotické (Osmanská říše) a posílení vlivu šlechty a měst, které se promítaly do náboženské nesnášenlivosti, rozkladu křesťanstva a úpadku centralistického vlivu katolické církve reprezentované papežem a katolickou církevní hierarchií. Na druhé straně se prosazovaly liberálnější protestantské, kalvinistické ideologie, které byly pro hospodářsky se rozvíjející severské země přijatelnější než rigidní středověká dogmata katolické církve. Byly to i spory o dělbu moci mezi císařem říše římské a Apoštolským stolcem – papežem v rychle se měnícím sledu sedmi papežů (v letech 1590–1644). Prvním pokusem dosáhnout smíru mezi katolickým jihem a protestantským severem Evropy byl augšpurský mír z 25. září 1555.

## Tridentský koncil

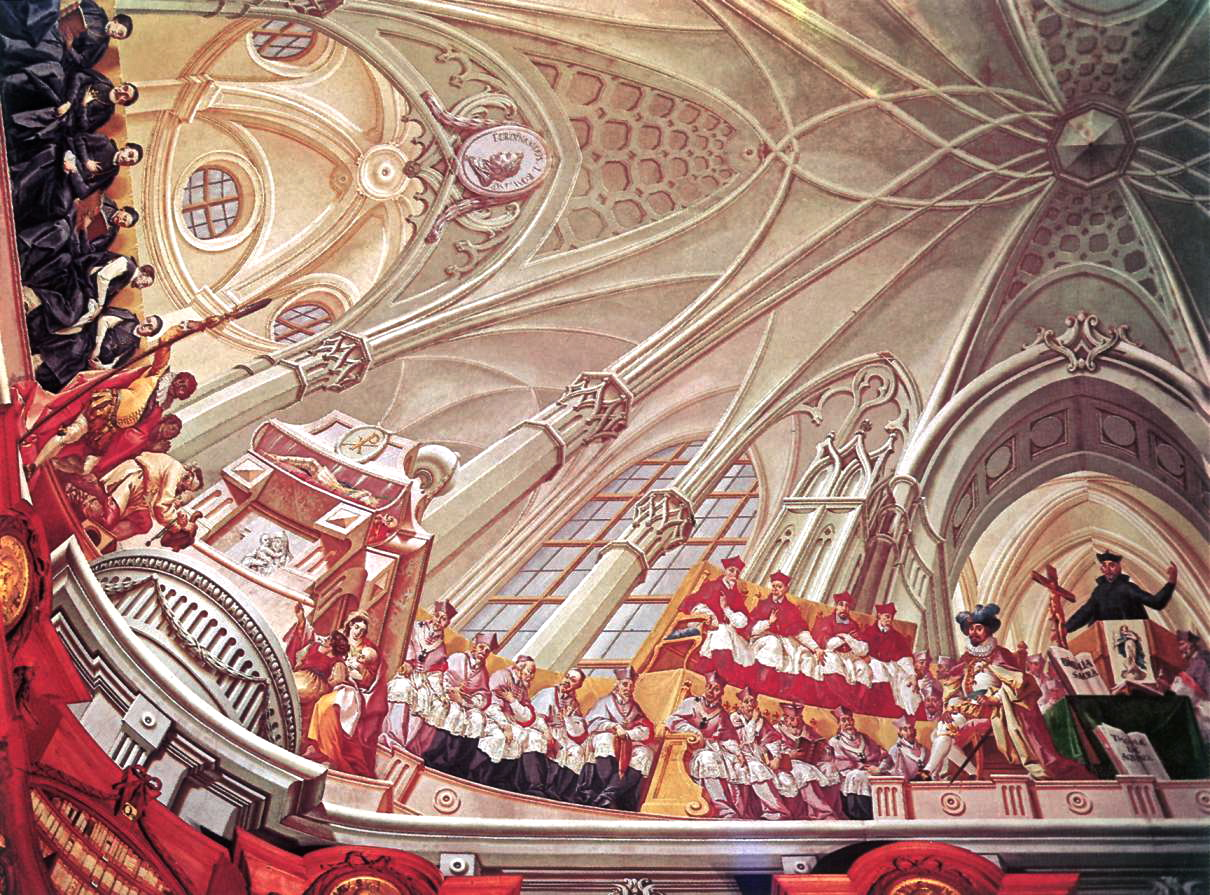
Tridentský koncil. Freska v univerzitní knihovně v Egeru, Kracker, Johann Lucas 1778

Bartolomějská noc Paříž 24.8.1572

Tyto problémy a konflikty se pokoušela řešit katolická církev na Tridentském koncilu, který probíhal od 13. prosince 1545 do 4. prosince 1563, a to za předsednictví tří papežů. Na koncilu deklarované doktríny se začaly prosazovat nejprve v zemích pod vládou Habsburků (Španělsko, Rakousko). Prosazovala se zásada Cuius regio, eius religio [koho území, toho víra]. Poddaní byli nuceni vyznávat náboženskou víru svého pána. V podstatě to vedlo ke vzniku státních církví, kdy o náboženském vyznání rozhodoval kníže, král či císař. Počátky násilných rekatolizačních akcí, přerůstající do občanské války mezi panovníkem a hugenoty se odehrávaly ve Francii v letech  [1560 -1685]. 
Jedné z hlavních rolí v prosazování církevní doktríny Tridentského koncilu se ujal řeholní řád jesuitů. Protireformační – rekatolizační program pro České země zpracoval papežský nuncius Giovanni Francesco Benhomini (1536 Cremona – 1587 Lutych), a předložil jej roku 1584 císaři Rudolfovi II. Benhominiho rekatolizační program obsahoval:
- požadavek tří katolických far v městech pražských,
- nutnost obnovit pražskou univerzitu, aby byla českým katolíkům tím, čím byla za Karla IV.,
- rázný postup proti pikhartům (Jednotě bratrské),[3][4] kacířům a šíření nekatolického tisku,
- přikročit k revizi stavu diecézního i řádového kněžstva a podpořit inkvizici,
- návrhy prvotně realizovat na královských statcích a na panství katolických pánů,
- vypovědět pikharty a luterány ze země.

První kolej v Praze založili jezuité v roce 1556, potom v Olomouci, v Trnavě a další v Horních Uhrách (na Slovensku). Král i katolické panstvo podporovali i založení dalších jezuitských kolejí. Jezuité se snažili ovládnout školství a výchovu nových katolických farářů a administrátorů. Císař Ferdinand I. se v roce 1561 postaral o to, že i v Praze byl opět dosazen katolický arcibiskup Antonín Brus z Mohelnice a roku 1562 si osoboval právo obsazovat i konzistoř dolejší, již dosud ovládaly evangelické stavy (utrakvisté) spolu s univerzitou.

## Reformace v Čechách a na Moravě

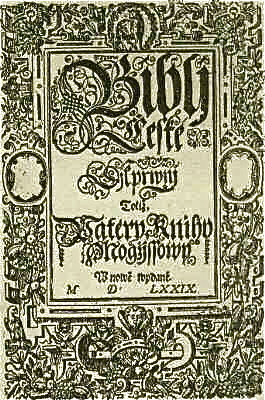
Bible kralická Titulní list 1579

Historicky významnou roli v evangelické osvětě sehrál překlad bible (Pentateuch), který byl Jednotou bratrskou postupně kompletován a vydáván v letech 1571–1588, kompletní korigované vydání  Bible kralické vyšlo v roce 1601.
V letech slabé vlády císaře Rudolfa II. (1575–1612) se na vzrůstajícím napětí mezi protestanty a katolíky významně podílely i spory uvnitř habsburského rodu, mezi bratry Rudolfem II. a následníkem Matyášem (1557–1619). Rozsáhlé říši Habsburků chyběla pevnější administrativní, náboženská a  mocenská struktura, navíc existovaly dlouhodobější rozpory mezi španělskou a rakouskou větví habsburského rodu a jejich odlišné zájmy v Evropě (Nizozemsko vs. expanze Turků na jihu). V Čechách a na Moravě měly silnou pozici zemské sněmy ovládané lokální šlechtou se soudními pravomocemi. Ty se zakládaly na dohodě mezi českým sněmem a císařem Maxmiliánem II. z roku 1575 stvrzené České konfese (Confessio Bohemica).,, Problematika náboženské svobody v Českém království a s ní spojená platnost  České konfese se staly předmětem jednání zemského sněmu v Praze roku 1609. Římský císař a český král Rudolf II. byl tehdy pod silným politickým i vojenským tlakem svého bratra Matyáše Habsburského (1557–1619), který byl králem uherským, arcivévodou rakouským a zároveň i Rudolfovým dědicem. Jejich dlouholetý spor a vzájemná nevraživost měly také významný podíl na pozdějších událostech zejména na Moravě, kde měl Matyáš větší sympatie moravských stavů.

## Mocensko-politické vztahy v Evropě
České země představovaly v tehdejší Evropě, zmítané válkami a náboženskou netolerancí, jistou enklávu míru a snášenlivosti. Platilo to nejen o Praze, sídle císařského dvora Rudolfa II., ale také o Moravě, kde téměř po celé 16. století panovala náboženská svoboda. Uchylovaly se sem četné skupiny protestantů, kalvinistů, luteránů ale také různé sekty antitrinitářů a novokřtěnců. Byly zde a prosperovaly početné židovské obce v poddanských městech (Mikulov, Kroměříž, Holešov, Brno, Olomouc, Jihlava, Znojmo a další). Reformace se stala ideologií stavovství, to je zejména šlechty usilující o stavovský model vlády v zemích Koruny české, v Čechách, na Moravě, Slezsku, v Horní a Dolní Lužici. Byly to však také důsledky rozporů uvnitř katolické církve a mocenské boje o ovládnutí Apoštolského stolce a hlavy katolické církve, papeže, zejména po úmrtí papeže Klementa VIII. (†3. března 1605) z rodu Aldobrandiů (Ippolit Aldobrandini), a v období od března až května 1605 – kdy se na papežském stolci vystřídali Lev XI. (Alessandro de Medici) a Pavel V. (Camillo Borgese, inaugurace 1. 6. 1605).
Na straně evangelické se formovala koalice Nizozemska, Anglie, Hesenska, Švýcarska, Ženevy a dalších na základě učení hlásaného Lutherem a Kalvínem. Tato jednání vyvrcholila deklarací teologického sjednocení (Canons of Dord) na Synodu v Dordrechtu,  (1618–1619), kde kromě již uvedených zemí bylo přítomno dalších 26 delegátů z různých zemí.

## Protireformace v českých zemích
a také v monografiii.

### Vláda Rudolfa II.

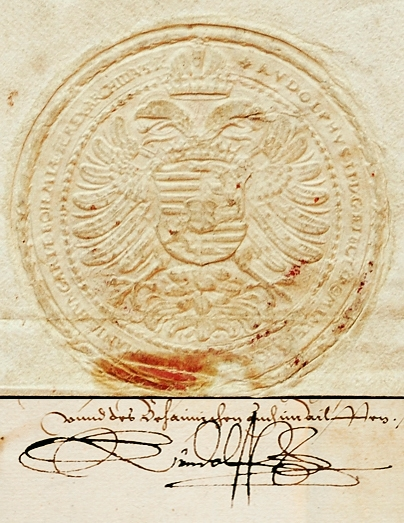
Pečeť a podpis Rudolfa II.

Rudolf II. hledal v této složité situaci strategického spojence. A tak 4. července 1609 začaly na jeho pokyn práce na dokumentu, který by zajistil svobodu vyznání pro všechny české nekatolíky a císaři jejich politickou loajalitu. Text byl koncipován podle návrhů nekatolických (evangelických) stavovských představitelů a císař Rudolf II. jej 9. července 1609 slavnostně podepsal a zpečetil. Evangelickým stavům byla předána kontrola nad tzv. dolní (utrakvistickou) konzistoří a pražskou univerzitou. Na dodržování nově potvrzených svobod měl dohlížet sbor třiceti defenzorů. Rudolfův majestát vyvolal v celém habsburském rodu značné rozhořčení a diplomatické konflikty s papežem  Pavlem V. Program rekatolizace se v tomto období uskutečňoval s různou razancí podle vůle majitelů panství, vlivu katolických farností a církevních diecézí, v Čechách arcibiskupa pražského Jana Loheliuse a místodržícího Karla z Lichtenštejna (1569–1627), na Moravě Františka kardinála Ditrichštejna (1570–1636), který byl zároveň ustanoven Olomouckým biskupem (27. května 1599). Nebylo však pro ně snadné v reálných podmínkách a v širším rozsahu zabezpečit dostatek katolických farářů a administrátorů, i když z řad jezuitů přicházeli nově školení mladí klerikové. Postupně se schylovalo k velkému dramatu.

### Vláda Ferdinanda II.

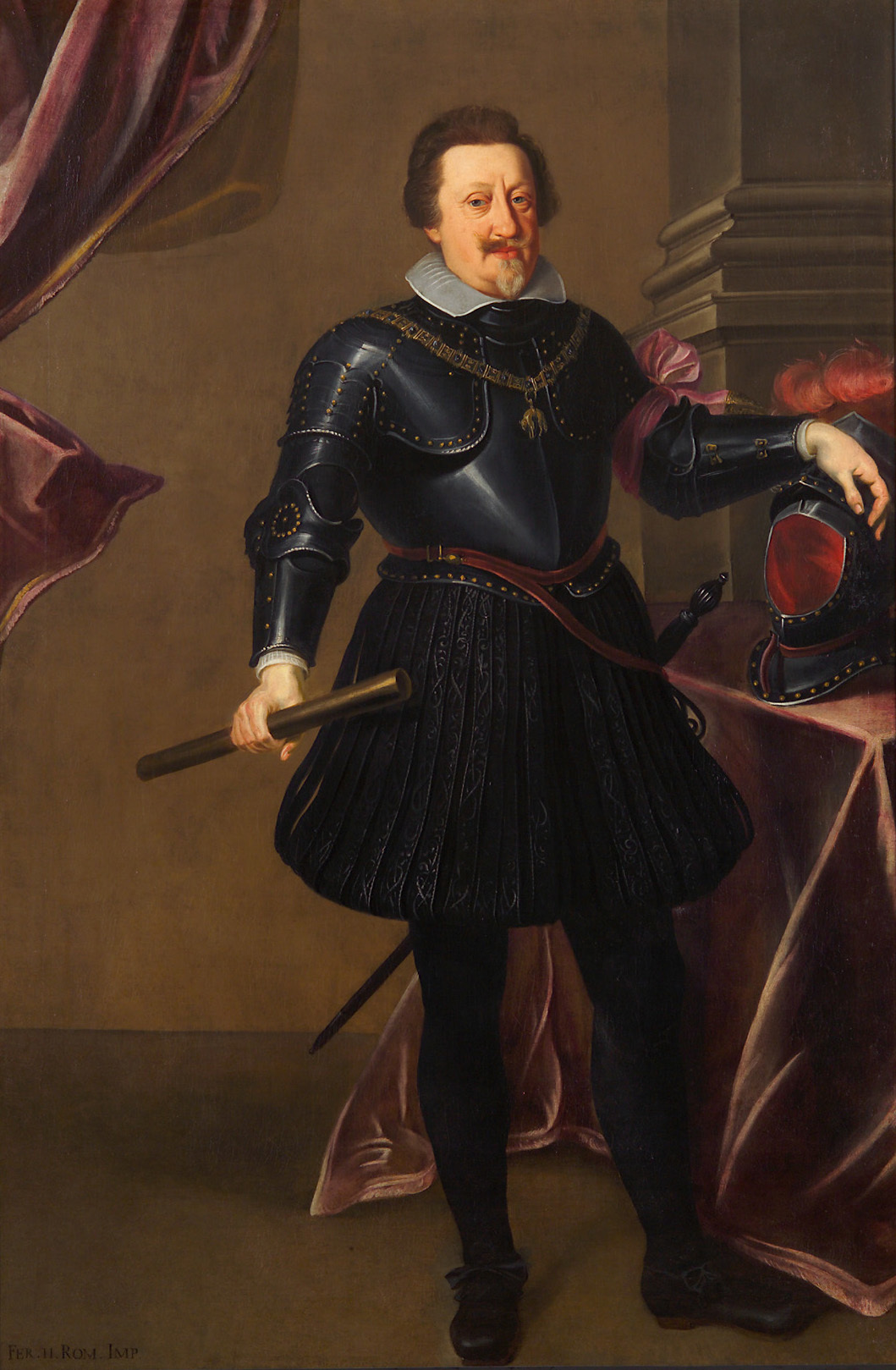
Ferdinand II. Štýrský římský císař

Stárnoucí císař Matyáš prosadil v roce 1617 za českého krále Ferdinanda Štýrského, který se sice k respektování Rudolfova majestátu českým stavům při volbě za českého krále k jeho dodržování zavázal, slib však nikdy nesplnil, naopak se vzápětí projevil jako tvrdý a drsný rekatolizátor a po smrti císaře Matyáše (†20. března 1619) začal své plány důsledně realizovat, převážně pak násilnými postupy za účasti vojenské síly. Jeho hlavními rádci a pomocníky se stali místodržící Karel z Lichtenštejna v Čechách a na Moravě František kardinál Ditrichštejn. Vojensky si zavázal Albrechta z Valdštejna, který ač byl ve službách moravských stavů, již 24. března 1619 Ferdinandovi II. podepsal slib loajality a vyhlášení nepřátelství proti rebelům.
Ferdinand II. viděl  hlavní nepřátele a odpůrce v účastnících pražského Stavovského povstání, ke kterému se 3. května 1619 také připojily moravské stavy, i když po předchozím váhání a až na vojenský nátlak českých stavů vedených Matyášem Thurnem. Situaci  zdramatizoval plukovník Albrecht z Valdštejna, který s částí pluku i s pokladnou (96000 zl. sirotčích důchodů) moravských zemských stavů uprchl do Vídně. Na zemském sjezdu stavů Moravského markrabství byl dne 2. května 1619 Albrecht z Valdštejna prohlášen »pro oukladné, lstivé a zlé obmysly i přičinění, a poněvadž nad vlastí svou, nad poctivostí a závazkem svým se zapomenul, ze země vypovězen a veškerý jeho majetek zabaven«.

### Protireformace (1620–1628)
Po bitvě na Bílé hoře 1620 se program násilné rekatolizace naplno rozběhl po celém území Čech a Moravy. Pod pláštíkem rekatolizace, vymýcení hereze a návratu k pravé víře se uskutečňovaly brutální mstivé odvety, konfiskace majetků evangelíků, nucené emigrace mnohých rodin, bujelo udavačství a drancování za účasti vojenské moci a s tichou podporou císaře Ferdinanda II. a jeho zástupců v Čechách a na Moravě. V únoru 1622 vydal Ferdinand II. patent o generálním pardonu, který byl vlastně ultimátem. Když se osoba přizná k rebelii bude potrestána jen konfiskací majetku, přičemž vlastní mechanismy konfiskace téměř vždy vedly k úplnému ožebračení označených osob a rodů. A ti, kdož jménem císaře zábory majetků systematicky prováděli, ani příliš neskrývali svou loupeživou ziskuchtivost. Výkon vídeňských rozhodnutí ve jménu boží spravedlnosti se proměnil v otevřenou zlodějinu, která k nepoznání změnila držbu půdy v Čechách a na Moravě. Generální pardon znamenal úplnou pohromu zvláště pro královská města. Až na výjimky (například České Budějovice a Plzeň, které se k povstání nepřidaly) města přišla o veškerý obecní majetek, o vinice, příměstské statky, polnosti aj. Majetkové zábory byly neslýchané a budily v zahraničí takový rozruch, že Vídeň opatření v říjnu 1623 zmírnila – vyňala z nich šlechtu. Její majetky však byly mezitím stejně zdecimovány. Rozsah konfiskací je shrnut v Moravském konfiskačním protokolu z 1624 včetně jmenovitých konfiskátů a jejich nových majitelů.
Konfiskované majetky skupovaly loajální šlechtické rody za  znehodnocenou měnu (mincovní reforma 1622 a státní bankrot 1623; členové mincovního konsorcia:  František kardinál z Ditrichštejna, Albrecht z Valdštejna, Pavel Michna z Vacínova a nekatolíci bankéři Jan de Witte a Jakub Baševi). Zejména na tom zbohatli místodržitel Karel z Lichtenštejna, manželka nejvyššího kancléře Polyxena z Lobkovic (1567–1642),  Vilém Slavata (1572–1652) příští český kancléř, Marie Magdalena Trčková z Lípy, generál Gerhard z Questenberka a samozřejmě členové mincovního konsorcia, František Kardinál Ditrichštejn, kardinál z Harrachu od roku 1623 Arcibiskup pražský, ale s velkým náskokem před ostatními zejména Albrecht z Valdštejna. V neuvěřitelně krátké době dokázal tento plukovník a zloděj stavovské pokladny, vzápětí generální vachmistr pěchoty, posléze generalissimus císařských armád, zbudovat své Frýdlantské vévodství. Během pouhých tří let koupil, povyměňoval a nakonec scelil ve svém ohromném dominiu 64 původních panství, z velké části konfiskátů. Teror vůči městům pokračoval až do roku 1626. Byl to organizovaný  pogrom na hmotné základy české a moravské stavovské obce. Fedinand II. v roce 1627 jmenoval anti-reformační komisi (členy komise byli: kardinál Harrach, opat Strahovského kláštera Kašpar z Questenberka, Jaroslav Bořita z Martinic, Frederic Tallenberg a Christopher Wratislav z Mitrovic), která nadále vyhledávala odpůrce a odsuzovala je ke konfiskaci majetku. Bylo dost obvyklé, že prvotní byl akt konfiskace, pak se hledalo provinění a výjimečně se případem zabýval soud.

### Hospodářské a sociální důsledky
Podle odhadu hraběte Viléma Slavaty z Chlumu a Košumberka (†1652) v letech 1623–1628 emigrovalo či bylo vykázáno jenom z Čech 400 šlechtických a 36 tisíc měšťanských rodin (asi 150 tisíc osob). Tito exulanti se rozptýlili v Horní a Dolní Lužici, Sasku, Míšni, Slezsku, Nizozemsku, Litvě, Uhrersku ale i v Transylvánii. Další pohromy způsobily vojenské jednotky, které  v prostoru Čech a Moravy pobývaly, vyjídaly již tak zdecimovaná města a vesnice a přitom císař a jeho vojevůdci zde stále žádali nové a nové peníze pro válečné výboje. V tom vynikal vévoda Albrecht z Valdštejna již s poněkud nadneseným titulem (1627) "Generál celého císařského vojska a generál nad Atlantským a Baltským mořem". Byl nedostatek jídla, píce, osiva. Byly hladomory a epidemie. Byla vydrancovaná hospodářství, zpustla spousta vesnic, pole se neobdělávala. Byly opuštěné usedlosti, jejichž cena v průběhu několika let klesla na desetinu oproti roku 1618 a přesto se kupec nenašel. S postupujícím rozvratem způsobeným třicetiletou válkou se tato zoufalá situace dále prohlubovala. Co se dostavilo po Bílé hoře, vzalo na sebe sice náboženský, tedy ideologický převlek, ve skutečnosti však šlo o společenskou, hospodářskou a duchovní genocidu, která postihla všechny složky národa. Jeho šlechtu, města, duchovenstvo, inteligenci, vesničany od statkářů až po nejubožejší podruhy. Byly oběti na životech. Zničené osudy. Stateční končili v žalářích (např. na brněnském hradu Špilberk).
Několik za sebou následujících vln emigrace, v takovém rozsahu v Evropě dosud nepoznané, připravilo národ o nejlepší mozky. Kdo zůstal, nasadil škrabošku pokrytectví, aby přežil. Lidí se zmocnila apatie, jejich duše ovládlo sobectví. Ve jménu jediné víry, jednoho světového názoru, se podařilo vítězům zdevastovat kdeco, od hospodářství země přes školství až po duši a nitro člověka. Četné osudy konkrétních osob, měst a šlechtických rodů jsou archivně doloženy. Zákulisní diplomatické rozpory mezi císařem Ferdinandem II. a papežem  o postupu rekatolizace referoval papežský nuncius Carlo Caraffa, u vídeňského dvora v letech 1621–1628,  svému nadřízenému kardinálu Barberinimu, papežskému sekretáři v Římě (Francesco kardinál Barberini 1597–1679).

### Obnovené zřízení zemské
Římský císař a český král Ferdinand II. Habsburský vydal pro Čechy 10. května 1627 (pro Moravu o rok později) patent „Obnovené zřízení zemské“, novou českou ústavu, která zrušila dosavadní tradice českého stavovského státu a učinila z Českého království součást absolutistické dědičné Habsburské monarchie. Jediným povoleným vyznáním se stalo římské katolictví. Tento radikální zvrat v kulturně-politických a náboženských parametrech české státnosti byl symbolicky vyjádřen i tím, že císař Ferdinand II. rozstřihl listinu Rudolfova majestátu a spálil její pečeť. Nové státoprávní uspořádání upevnilo postavení Habsburské dynastie v Zemích koruny České na dalších asi 250 let.

## Odkaz
Rekatolizační politika císaře Ferdinanda II. a jeho stoupenců a následníků se stala součástí vojenského, mocenského a ekonomické řešení konfliktů v Evropě v průběhu třicetileté války a následně i válek severských (Švédsko, Dánsko, Polsko, Polsko-litevská unie). Původně hlásané rozpory v náboženské a duchovní sféře byly potlačeny do pozadí a zůstaly jen jakousi vnější nálepkou pohnuté doby. Hlavní aktéři násilné rekatolizace se jejího dokončení nedočkali. Císař Ferdinand II. zemřel 15. února 1637, Karel z Lichtenštejna 12. února 1627, Albrecht z Valdštejna (již těžce nemocný) byl zavražděn 25. února 1634, generál Gerhard z Questenberka zemřel 1. července 1646. Následné morové epidemie, selské bouře (např. povstání Valachů 1621–1644), válečné útrapy, a útěky obyvatelstva decimovaly zemi až do vydání tolerančního patentu. Počet obyvatel v Čechách oproti roku 1620 klesl asi na ⅓, na Moravě asi až na ¼.

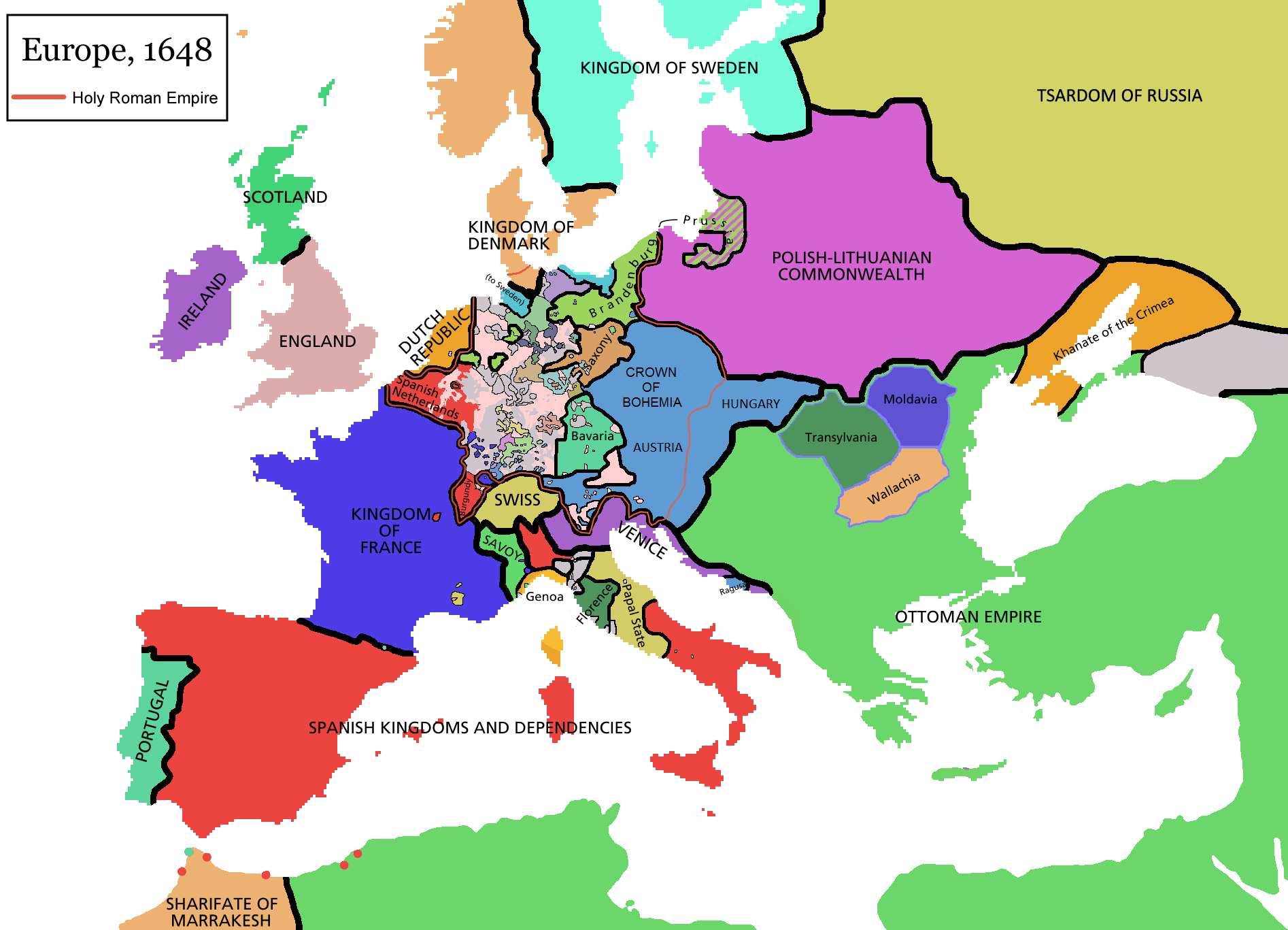
Evropa v roce 1648